# الجوس (المزور)

تعديل مصدري - تعديل

الجوس محلة تابعة لقرية المزور، التابعة لعزلة حيسان بمديرية بعدان إحدى مديريات محافظة إب في الجمهورية اليمنية، بلغ تعداد سكانها 89 حسب تعداد اليمن لعام 2004.